# جیمز مارس
جیمز مارس (به انگلیسی: James Mars)، (زاده ۳ مارس ۱۷۹۰ - درگذشته ۲۷ مه ۱۸۸۰) یک نویسنده و فعال سیاسی آمریکایی بود. او که در کنان، کنتیکت در بردگی به‌دنیا آمد، در سال ۱۸۱۱ آزادی خود را به‌دست آورد. در سال ۱۸۶۴، خاطرات خود را با نام زندگی جیمز مارس، برده‌ای متولد و فروخته شده در کنتیکت منتشر کرد؛ این اثر نمونه‌ای قابل‌توجه از ژانر روایی است. مزار او ایستگاهی در مسیر آزادی کنتیکت است. در سال ۲۰۲۱، فرماندار ندلامونت، اول ماه مه را روز جیمز مارس در کنتیکت اعلام کرد.

## زندگی اولیه و رهایی
مارس در کنان، کنتیکت در بردگی به‌دنیا آمد. والدین او، ژوپیتر و فانی مارس، برده‌هایی بودند که متعلق به کشیش آموس تامپسون، فرماندار کنان، و همسر تامپسون در ویرجینیا بودند. ژوپیتر مارس در انقلاب آمریکا جنگید. خواهر جیمز، الیزابت، ۳۴ سال مبلّغ در لیبریا بود.
در سال ۱۷۸۴، کنتیکت قانون رهایی تدریجی را وضع کرده بود که هر برده‌ای را که در اول مارس ۱۷۸۴ یا پس از آن در ایالت متولد می‌شد، پس از رسیدن به سن معین (در مورد مارس، ۲۵ سالگی) آزاد می‌کرد. با این حال، تامپسون با رفتن به ویرجینیا (یک ایالت برده‌داری) و مجبور کردن جیمز و برادر، خواهر و والدینش به همراهی او، سعی کرد قانون رهایی را دور بزند. خانواده مارس به نورفولک، همسایه کنتیکت گریختند و به طرفداران لغو قوانین برده‌داری پناه بردند، که آن‌ها را مخفی و ایمن نگه می‌داشت. تامپسون و مأمورانش تلاش کردند تا فراریان را دوباره دستگیر کنند.
در سپتامبر ۱۷۹۸، تامپسون از طریق واسطه‌ها با خانواده مارس معامله کرد. به‌عنوان بخشی از این قرارداد، جیمز مارس و برادرش موافقت کردند که تا ۲۵ سالگی به‌عنوان برده در نورفولک کار کنند. صاحب جدید جیمز، مردی به نام مانگر، نشان داد که کارفرمایی خشن است. در سال ۱۸۱۱، مارس ۹۰ دلار برای خرید سال‌های باقی‌مانده از بندگی خود پرداخت. او بعداً با صاحبان خود آشتی کرد و از آقای مانگر بیمار و دخترش مراقبت کرد تا این‌که هر دو مردند.

## فعالیت‌ها

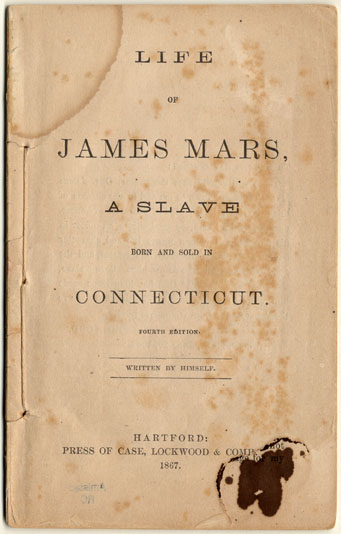
جلد کتاب زندگینامه جیمز مارس

مارس در جامعه آزادگان نیوانگلند و جنبش‌های اصلاحی آمریکایی‌های آفریقایی‌تبار برای کسب حق رأی پیشگام شد. در طول دهه ۱۸۳۰، در یک فروشگاه در هارتفورد، کنتیکت، کار می‌کرد. او به تأسیس کلیسای خیابان تالکوت کمک کرد، که در آن به‌عنوان شماس در کنار جیمز دبلیوسی پنینگتون خدمت می‌کرد. مارس در پرونده تاریخی جکسون علیه بولوچ در سال ۱۸۳۷ که در آن دادگاه عالی کنتیکت یک زن برده فراری به‌نام نانسی جکسون را پس از دو سال زندگی در کنتیکت با کارفرمای خود در جورجیا، جیمز بولوک، آزاد کرد. مارس همچنین برای دفاع از مسافران لاآمیستاد کمک مالی جمع‌آوری کرد. در سال ۱۸۴۰، در هیئت مدیره انجمن ضدبرده‌داری کنتیکت که عمدتاً سفیدپوست بودند، خدمت کرد.

## ادامه زندگی
مارس در اوایل دهه ۱۸۳۰ ازدواج کرد. زمانی که هارتفورد را ترک کردند، او و همسرش صاحب هشت فرزند شدند که یکی از آن‌ها در دوران نوزادی فوت کرد. در حدود سال ۱۸۴۵، خانواده به پیتسفیلد، ماساچوست نقل مکان کردند. مارس در آن‌جا به مدت بیست سال زندگی کرد، زمین خرید، کشاورزی کرده و به مشارکت در اصلاحات سیاه‌پوستان و جنبش‌های ضدبرده‌داری ادامه داد. سه تن از پسرانش در جنگ داخلی جنگیدند.
مارس مسن و فقیر، به نورفولک بازگشت و کتاب زندگی جیمز مارس: برده‌ای که در کنتیکت خریداری و فروخته شده را منتشر کرد (هارتفورد: کیس، لاک‌وود، ۱۸۶۴). این کتاب که در قالب جزوه است، شش نسخه، از جمله نسخه ۱۸۶۸ که جزئیات بیشتری از زندگی بعدی او را شامل می‌شود، چاپ شده‌است. مارس توضیح داده که خاطرات خود را به این دلیل نوشته‌است که «برخی به من گفتند که نمی‌دانستند برده‌داری در کنتیکت مجاز بوده‌است، و برخی تأیید می‌کنند که چنین چیزی هرگز در این ایالت وجود نداشته‌است».
در آگوست ۱۸۷۹، ایالت کنتیکت به مارس حقوق بازنشستگی اعطا کرد. کمتر از یک سال بعد در اشلی فالز، ماساچوست درگذشت. او در قبرستان سنتر در نورفولک به خاک سپرده شده‌است.